# Controversa creație-evoluție
Controversa creație-evoluție (sau creaționism-evoluționism) este o dispută politico-culturală recurentă privind originile universului, Pământului, vieții și omenirii, predominantă în unele regiuni ale SUA (îndeosebi în sud-est, zona denumită « Bible Belt ») unde este de obicei prezentată ca o parte din « războaiele culturale »  ale lumii contemporane. Controversa, care are o istorie îndelungată, se bazează pe o dublă neînțelegere:
- a noțiunii de „specie”, prin confuzia între definiția din cărțile religioase, în care apare ca un „fel” sau „soi” (conform citatului din Geneză: „fiecare după felul său”) și definiția biologică, în care specia nu are o existență concretă, fiind de fapt doar o clasificare, o denumire omenească, în timp ce natura cunoaște doar populații în continuă modificare de la o generație la alta, capabile de a se deosebi în noi varietăți sau dimpotrivă de a se hibrida în mod natural[3];
- a noțiunii de „teorie”, prin confuzia între relatarea mitologică din cărțile religioase, care nu este un text istoric sau științific, ci o operă culturală și morală, definitivă și nemodificabilă, și ipotezele cercetărilor științifice, care nu pretind să dezvăluie un adevăr definitiv, ci produc teorii modificabile de orice nouă descoperire, dar capabile să explice în mod logic și să verifice experimental fenomenele observate [3].

Această controversă este în mod artificial întreținută de către grupurile de credincioși ziși „fundamentaliști” care consideră Tora, Biblia, Coranul, Bhagavad-Ghita ș.a. ca fiind nu numai cărți de morală și religie, ci de asemenea relatări literale ale „facerii lumii”. Pentru aceste grupuri, apariția și evoluția vieții, așa cum reies din cercetările științifice, nu sunt o realitate, ci doar o „teorie” la fel de ipotetică precum și „facerea lumii” din cărțile religioase și de aceia dânșii încearcă să impună în sistemele de educație publică predarea creaționismului deopotrivă cu evoluționismul. Scopul acestor grupuri nu este căutarea fără prejudecăți a faptelor istorice sau biologice, ci desființarea, în învățământ și în drept, a diferenței dintre „credință” (care este încredere, nu certitudine, generează morală și își are locul în spațiul intim al convingerilor personale) și „știință” (care este cunoștință, nu credință, generează tehnologie și își are locul în spațiul public al acțiunii colective). Conform revendicărilor lor, „știința” (ca tot restul) trebuie să fie subordonată „credinței”.
Dezbaterea detaliilor teoriilor științifice și ale implicațiilor filozofice sau religioase sunt de obicei cea mai intensă parte a controversei. Participanții cred că acest conflict se rezumă la definițiile aparent „opuse” ale științei și religiei. Acuzații de formulări înșelătoare, declarații false sau incorecte sunt puncte fundamentale de neînțelegere. Dezbaterea este total inegală, deoarece relatările științifice sunt referatele unor anchete de teren și ale unor protocoluri de experimentare și verificare, pe când relatările religioase sunt opere de literatură și artă izvorâte din sentimentele și morala popoarelor din trecut: astfel nivelul de susținere al teoriei evoluției în comunitatea științifică este copleșitor în timp ce susținerea alternativelor bazate pe creație este minimă în rândul oamenilor de știință și inexistentă în rândul celor specializați în domeniile relevante. În interiorul comunității științifice nu există nicio controversă între evoluție și alternative creaționiste.

## Istoria controversei

### Preludiu
Publicarea Theory of the Earth a lui James Hutton în 1788 a fost o dezvoltare importantă în revoluția științifică care a detronat Geneza ca autoritate supremă asupra pământului primitiv și preistoriei. Prima victimă a fost însăși povestea Creației, iar la începutul secolului al XIX-lea „niciun om de știință responsabil nu a luptat pentru credibilitatea literală a relatării mozaice despre creație”. Bătălia dintre uniformitarism și catastrofism a menținut în viață Potopul în disciplina emergentă, până când Adam Sedgwick, președintele Societății Geologice, și-a retractat public anterior sprijinul în discursul său prezidențial din 1831:
Într-adevăr, ar fi trebuit să ne oprim înainte să adoptăm teoria diluviană și să ne referim la acțiunea Potopului mozaic pe tot vechiul nostru pietriș superficial. Căci despre om și despre lucrările mâinilor sale, nu am găsit încă o singură urmă printre rămășițele lumii de odinioară îngropate în acele depozite.

### Controversa creație-evoluționism în timpul lui Darwin
Controversa creație-evoluționism își are originile în Europa și America de Nord, la sfârșitul secolului al XVIII-lea când descoperirile din geologie au dus la diferite teorii despre o vârstă a Pământului de cel puțin milioane de ani (James Hutton), iar odată cu dezgroparea fosilelor au apărut primele idei despre evoluționism. De exemplu Georges Cuvier constatase extincția speciilor, naturaliștii ajungând ulterior la concluzia că Arca lui Noe nu putuse salva 99% dintre specii.
Unele progrese în acceptarea ideilor evoluționiste au început să fie făcute la mijlocul secolului XIX  dar lucrarea din 1859 a lui Charles Darwin, Originea speciilor a făcut pentru prima oară evoluționismul o ipoteză științifică respectabilă.
Cu toate acestea ideile erau văzute ca o amenințare la adresa ordinii sociale, sugerând că aceasta se poate schimba, și așa au ajuns să fie respinse. Mai exact, teoria lui Darwin distrugea credibilitatea pretențiilor proprietarilor de sclavi din Sudul SUA, iar după abolirea sclaviei pe tot teritoriul SUA a rămas un simbol al ordinii sociale impuse de Nordiști.
Cartea lui Darwin a revoluționat modul în care naturaliștii vedeau lumea, dar a cauzat o mare dispută teologică. Controversa a fost alimentată de susținătorii lui Darwin, mulți dintre ei fiind atei, care au adus argumente în apărarea teoriei.
Creaționiștii din această perioadă erau în mare majoritate premilenialiști, a căror credință în reîntoarcerea lui Iisus Hristos depindea de o interpretare cvasi-literală a Bibliei. Cu toate acestea ei nu erau interesați de geologie, acordându-le oamenilor de știință timpul premergător Genezei pentru a justifica fosilele și descoperirile geologice. După decesul lui Darwin puțini oameni de știință sau clerici au mai respins antichitatea pământului și natura progresivă a fosilelor descoperite. Tot puțini au fost aceia care au adăugat o semnificație geologică potopului biblic, spre deosebire de creaționiștii ce i-au urmat. Scepticii evoluționismului, lideri creaționiști și cercetători sceptici au avut interpretări diferite ale primului capitol al Genezei, unii au fost de acord cu o interpretare figurativă, alții au spus că cele șase zile ale creației nu au fost neapărat zile normale de 24 de ore ci întregi ere.
Galileo Galilei scria într-o tradiție din care fac parte Origene, Sfântul Augustin și Sf. Toma de Aquino:
„Dacă cineva va opune autoritatea Scrierii Sfinte contra rațiunii clare și evidente, cel care comite asta nu-și dă seama ce face: pentru că el opune adevărului nu înțelesul Bibliei, pe care n-o poate pricepe, ci propria lui interpretare; nu ceea ce se află în Biblie, ci ceea ce a găsit el însuși și-și închipuie că ar face parte din ea.”—Galileo Galilei
Mai exact, Origene nu interpreta literal povestea creării lumii din Geneza. Augustin susținea că este o prostie să combatem știința cu litera Bibliei, prostie care face Biblia de ocară. Toma de Aquino considera că din moment ce natura și Biblia au același autor, pe Dumnezeu, studiul naturii nu poate contrazice Biblia, iar natura este „cealaltă carte a lui Dumnezeu” prin care el se revelează credincioșilor.

### Procesul Scopes
Reacția inițială în SUA a fost aceeași cu cea din Marea Britanie și, atunci când Wallace a fost acolo pentru un tur de prelegeri în 1886-1887, explicațiile lui despre „Darwinism” au fost acceptate fără probleme, această atitudine schimbându-se după Primul război mondial. Controversa a devenit politică atunci când în școlile publice a început să se predea teoria selecției naturale a lui Darwin. 
Ca răspuns la aceasta, statul Tennessee din SUA a dat o lege ce interzicea predarea oricărei teorii ce stabilea originea umanității contrazicând învățăturile din Biblie (Actul Butler din 1925). Această lege a fost testată în faimosul proces Scopes ce a avut loc în 1925. Legea a fost susținută de Curtea Supremă din Tennessee, rămânând în vigoare până în 1967 când a fost abrogată.

### Procesul Edwards v. Aguillard
Edwards v. Aguillard 482 U.S. 578 (1987)
Edwards v. Aguillard a fost un proces legat de predarea creaționismului în școlile publice audiat de Curtea supremă a Statelor Unite. Curtea Supremă a decis că legea Luisianei care obliga predarea creaționismului științific în școlile publice alături de teoria evoluției încalcă Constituția deoarece intenționa promovarea de către stat unei religii anume (guvernul federal și guvernele statelor membre nu au dreptul să promoveze o religie anume în defavoarea altor religii).
În favoarea lui Aguillard, au fost 72 de Laureați ai Premiului Nobel, 17 Academii de științe și 7 alte organizații științifice care au semnat amicus briefs în care e descris că Creaționismul științific este compus din dogme religioase neavând dovezi științifice care ar susține o teorie științifică.

### ICC și cooptarea denumirii de creaționist

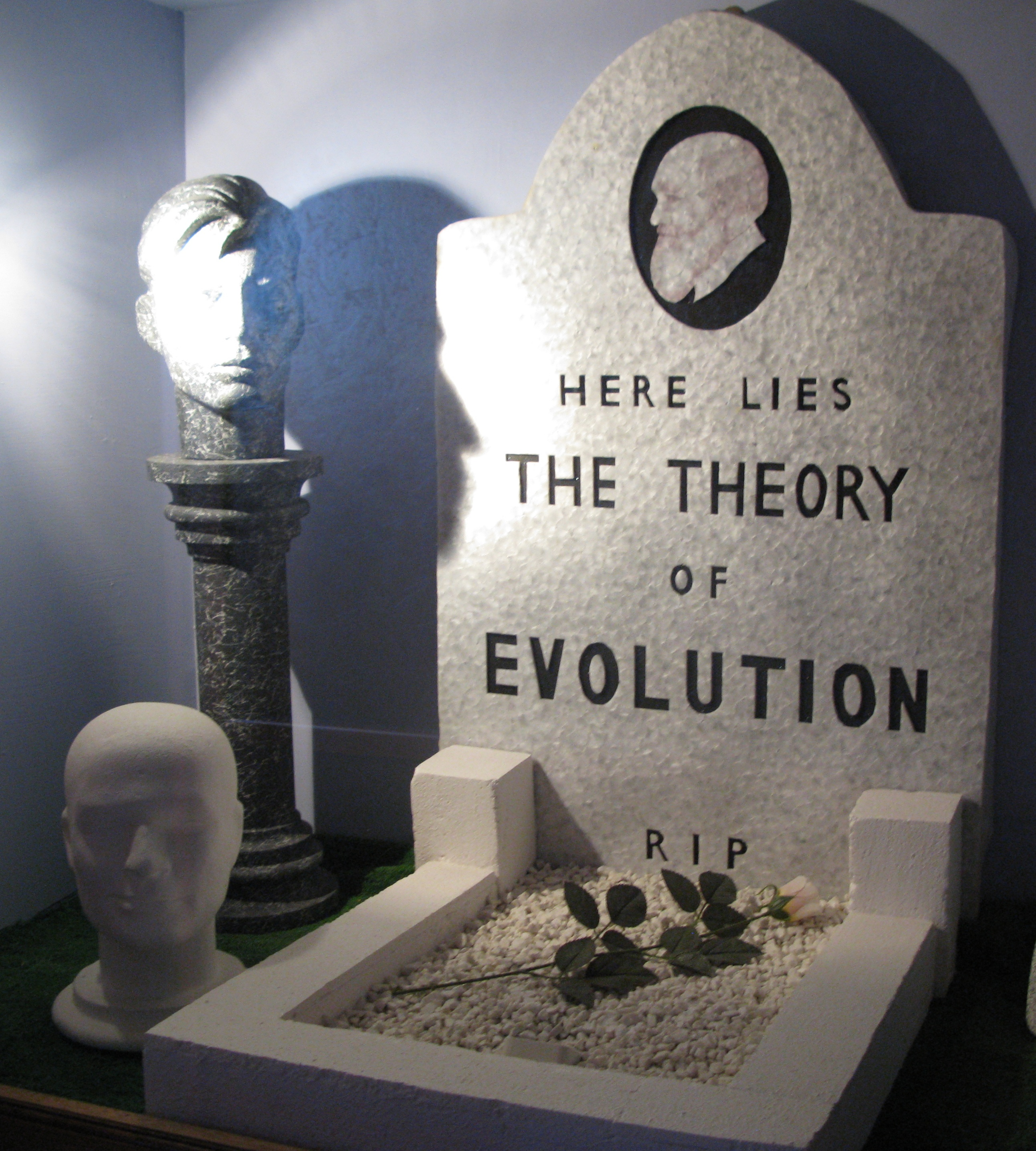
Gravură mock de la Genesis Expo pe care scrie: Aici odihnește teoria evoluției

În timp ce tot mai mulți biologi au fost de acord că evoluționismul este principiul definitoriu al biologiei,, numărul enoriașilor americani ce acceptau interpretările literale ale Scripturii a crescut, Convenția Baptistă din Sud și Sinodul din Missouri al Bisericii Luterane depășind la număr toate celelalte biserici. Odată cu mărirea lor, bisericile au devenit mai bine echipate în vederea promulgării unui mesaj creaționist, cu propriile lor licee, școli, edituri și transmitere media.
În 1961 a fost publicată prima carte modernă creaționistă: Henry M. Morris și John C. Whitcomb Jr. Genesis Flood (Potopul din Geneză). Morris și Whitcomb au spus că durata creației a fost de șase zile, că oamenii au trăit în aceleași timpuri cu dinozaurii și că Dumnezeu a creat fiecare 'tip' de formă de viață individual. Promovarea acestor idei l-a făcut pe Morris un orator cunoscut, care vorbea despre anti-evoluționism la biserici fundamentaliste, colegii și conferințe. 
Institutul pentru Cercetarea Științifică Creaționistă a publicat cărți de biologie care promovau creaționismul, precum și alte cărți ca Întoarcerea Fiilor lui Dumnezeu care țineau de UFOlogie , demonologie și geologia potopului.
În cele din urmă ICSC s-a dezbinat din cauza părerilor împărțite între două moduri diferite de a privi lucrurile, unul axat pe intelectual iar celălalt pe senzațional, așa că Morris a înființat Institutul pentru Cercetare Creaționistă. 
David R. Montgomery, profesor universitar de științele Pământului și ale spațiului cosmic la Universitatea Statului Washington, afirma că Morris și Whitcomb au criticat în mod just și inteligent lipsa de răspunsuri a geologiei anilor 1950, dar nu au apucat la publicarea cărții acceptarea pe larg a tectonicii plăcilor care a oferit ulterior aceste răspunsuri. Conform lui Montgomery, Muzeul Creației din Petersburg, statul Kentucky, refuză rațiunea drept inamicul credinței religioase, acuzând oamenii de știință de o conspirație multi-seculară de a „pune la îndoială, distruge, discredita, otrăvi și înlocui” Cuvântul lui Dumnezeu. Montgomery afirma că la modul extrem de nemilos la care își critică între ei rezultatele oamenii de știință, ar fi extrem de improbabil să existe o conspirație mondială anticreștină a oamenilor de știință, care să dureze timp de multe generații. El afirma de asemenea că Potopul lui Noe (un potop global, planetar) a fost decredibilizat științific de vreo două sute de ani, lucru cu care teologii mainstream se împăcaseră de mult, mulți din luminătorii geologiei moderne fiind de fapt teologi, care aveau atât timpul necesar cât și interesul de a cerceta Creația lui Dumnezeu pentru a învăța despre Creator. El afirmă că abandonarea ideii de potop global de către geologi se petrecuse deja (se încheiase) înaintea publicării Originii speciilor a lui Darwin.

### Poziții religioase care susțin evoluția
Nu toate religiile se opun teoriei evoluției: „Într-o formă sau alta, evoluționismul teist este viziunea asupra creației predată în majoritatea seminariilor protestante mainline și este poziția oficială a Bisericii Catolice.”
Eugenie C. Scott afirma că mulți din oponenții predării creaționismului științific în ținutul Lexington, statul Kentucky, în jurul anului 1980, erau pastorii protestanți mainline și preoții  catolici, care se opuneau predării la școlile de stat a unei interpretări literale a Bibliei, pe care religia lor o combate; ei afirmau că dacă s-ar ajunge să fie predat creaționismul științific, ei ar fi siliți să-l demonteze la școală de duminică drept interpretare incorectă a Scripturii, discreditându-l astfel în fața copiilor. (Credința în creaționismul care postulează crearea directă a omului în starea actuală, fără verigi intermediare, este credința unei minorități de 40% din cetățenii americani, 22% cred în  evoluție nedirijată, iar 33% cred în evoluție dirijată de Dumnezeu, 5% nu au răspuns—ignorând pe cei care nu au răspuns, aproape 58% din populația SUA sunt evoluționiști, eroarea estimată fiind de patru procente plus sau minus.) Tot ea afirma că în timp ce profesorii universitari americani au libertate academică, profesorii de școală și liceu din SUA (numiți K12) nu au. De asemenea, afirma că printre creștinii conservatori există creștini ecologiști, creștini pro-justiție socială, etc., deoarece creștinismul conservator nu este un monolit teologic.
„Ca orice creștin (și ca orice teist) cred că lumea a fost creată de Dumnezeu și prin urmare este „proiectată inteligent”. Ideea de bază a designului inteligent este însă susținerea că acest lucru poate fi demonstrat științific; sunt sceptic referitor la aceasta.

...Pe cât pot vedea, Dumnezeu în mod sigur ar fi putut folosi procese darwiniste pentru crea lumea vie și pentru a o dirija în mersul ei; prin urmare evoluția în sine nu implică faptul că nu ar exista o direcție în istoria vietii. Ceea ce implică acel lucru nu este teoria evoluției in sine, ci evoluția nedirijată, ideea că nici Dumnezeu nici vreo altă persoană nu a intervenit în a ghida, direcționa sau orchestra cursul evoluției. Dar teoria științifică a evoluției, în mod foarte corect, nu afirmă nimic despre ghidarea divină sau lipsa ei. Ea nu afirmă că evoluția ar fi ghidată divin și nici nu susține că nu ar fi așa. Ca aproape oricare alt teist, resping evoluția nedirijată; dar teoria științifică de azi a evoluției — spre deosebire de adaosurile ei filosofice sau teologice — nu afirmă că evoluția nu ar fi dirijată. La fel ca știința în general, evoluția nu face afirmații despre existența sau activitatea lui Dumnezeu.”—Alvin Plantinga
Plantinga, filosof evanghelic, afirmă că acceptarea teoriei evoluției este un șibolet că e vorba de o persoană cultă.
„Războiul dintre știință și religie este mai bine zis un conflict din cadrul religiei despre cum trebuie privită știința.

Creaționiștii moderni [ai Pământului tânăr] au abandonat credința în ce putem învăța din studiul naturii — « cealaltă carte a lui Dumnezeu ».”—David Montgomery ,  Noah’s Flood and the Development of Geology, Radcliffe Institute, Harvard University, 2015
Fundația creștină BioLogos declară că în mod clar teoria evoluției nu este o teorie intrată în criză epistemică.

### Consensul științific
Poziția comunității științifice și a filosofilor științei este că teoriile creaționiste nu reprezintă teorii științifice.